# Cá tai tượng
Cá tai tượng (danh pháp hai phần: Osphronemus goramy) là một loài cá xương nước ngọt thuộc họ Cá tai tượng (Osphronemidae), sống ở vùng nước lặng, nhiều cây thủy sinh, phân bố ở vùng đồng bằng Nam Bộ Việt Nam. Đây là loài cá đặc trưng cho vùng nhiệt đới, phân bố chủ yếu ở Borneo, đảo Sumatra (Indonesia), Thái Lan, Campuchia, Lào. Tại Việt Nam cá tai tượng phân bố tự nhiên ở sông Đồng Nai, khu vực La Ngà. Đây là loài cá có khả năng thích nghi đặc biệt với điều kiện khắc nghiệt của môi trường.

## Môi trường sống
Cá tai tượng sống ở ao hồ, đầm nước ngọt cá có cơ quan hô hấp nên cá sống được ở nước tù, thiếu oxy (hàm lượng oxy 3 mg/lit). Cá tai tượng sống được ở nước lợ, độ mặn 6%o ngưỡng nhiệt độ 16-42 °C, sinh trưởng tốt ở 25-30 °C; pH=5. Chúng có thể sống được trong môi trường nước ao dơ bẩn, thiếu ôxygen nhờ cơ quan hô hấp phụ nằm ở cung mang thứ nhất, cá còn có thể sống trong nước có độ pH bằng 4, nước nhiễm mặn có nồng độ muối dao động từ 6-8‰, chúng có thể sống được trong điều kiện nhiệt độ nước dao động từ 16-42 °C. Tuy nhiên cá sinh trưởng và phát triển tốt ở nhiệt độ nước 22-30 °C, ở nhiệt độ thấp hơn cá thường hay bị bệnh. So với cá sặc rằn và cá rô phi thì khả năng chịu lạnh của cá tai tượng kém hơn, nhưng khả năng chịu nóng lại cao hơn.

## Đặc điểm
Cá có thân dẹt bên, dài gần gấp đôi chiều cao. Mõm nhọn, miệng khá rộng, vây lưng dài, tia vây mềm đầu tiên của vây bụng hình sợi, kéo dài về phía sau. Vây đuôi tròn. Cá một tuổi nặng 0,5 kg, 3 tuổi trên 1,5 kg.

## Tập tính
Cá tai tượng thuộc nhóm cá ăn tạp và thiên về thực vật. Cá trưởng thành ăn tạp thiên về thực vật (các loại rau, bèo). Khi mới nở cá sống nhờ dinh dưỡng từ noãn hoàng; sau 5 - 7 ngày sử dụng hết noãn hoàng cá bắt đầu ăn thức ăn bên ngoài là luân trùng Cladocera, trùng chỉ Tubifex, cung quăng Chironomus, ấu trùng của các loài côn trùng khác. Thức ăn đầu tiên của cá bột là động vật phù du cỡ nhỏ và vừa như: Moina, Daphnia, Cyslops do kích thước cá bột tương đối lớn. Sau hai tuần tuổi, cá đã ăn được trùng chỉ, cung quăng, sâu bọ, bèo cám.... 1 tháng tuổi cá chuyển sang ăn tạp, nghiêng về động vật 84,7% và càng về sau chúng chuyển sang ăn thực vật là chính chiếm 87,5%. Trong ao nuôi, cá ăn được những loài thực vật mềm ở dưới nước và trên cạn, các phụ phẩm từ nhà bếp, sản phẩm giết mổ và phân động vật.
Cá làm tổ và đẻ trứng. Cá tai tượng thành thục lần đầu sau 2 năm. Cá nhỏ nhất tham gia sinh sản là 300-400 g. Cá đẻ có chất lượng tốt nhất từ 3 - 7 tuổi nặng 2–5 kg. Mùa vụ sinh sản, đẻ tập trung vào tháng 2-5, giảm đẻ từ tháng 6 trở đi.

## Giá trị

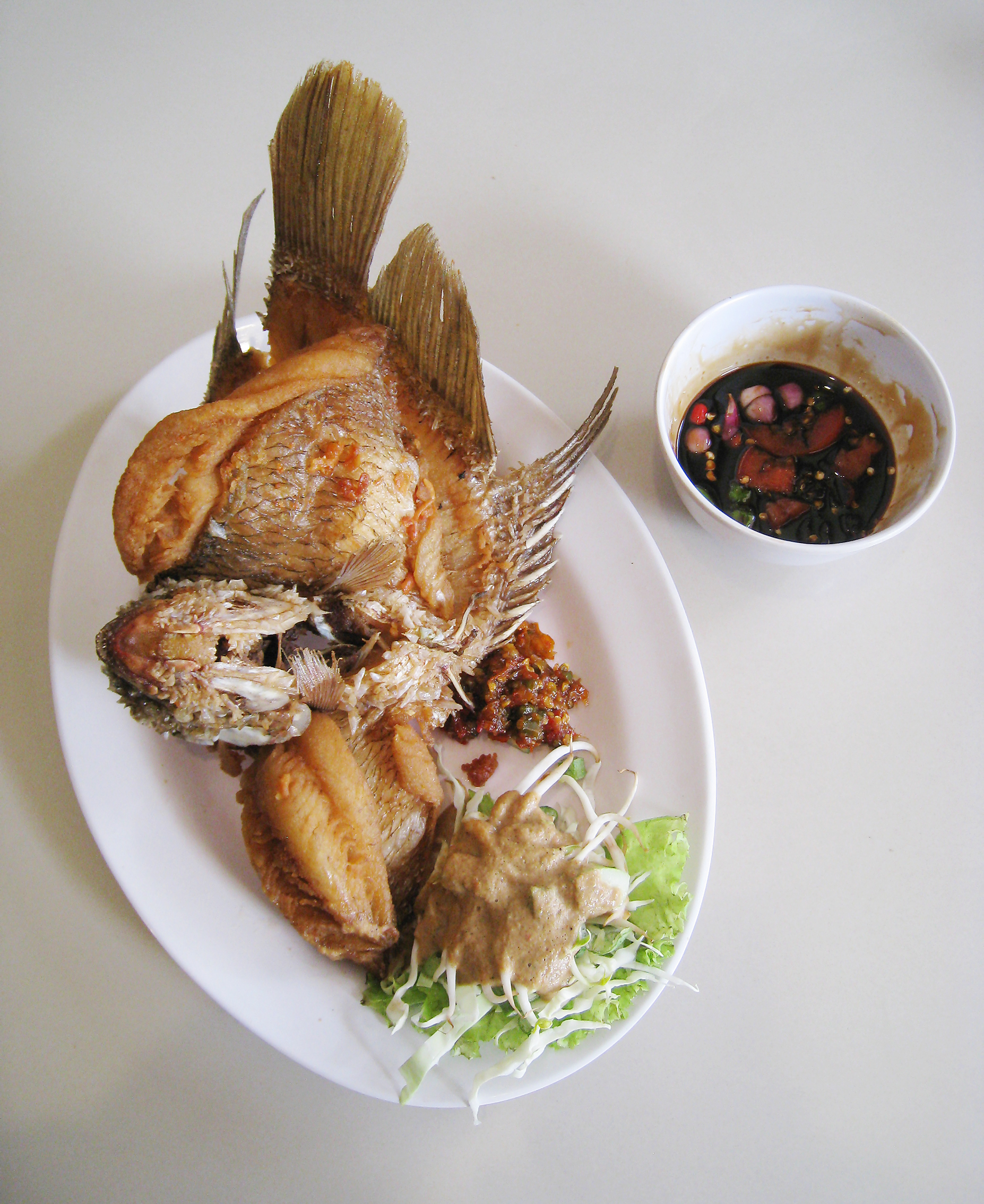
Cá tai tượng chiên xù

Cá tai tượng là nguyên liệu để chế biến nhiều món ăn ngon, đặc biệt là món cá tai tượng chiên xù và cá tai tượng chưng tương, đây là 2 món có hình thức cũng như hương vị hấp dẫn, rất thích hợp cho những bữa ăn gặp mặt, đám tiệc hay một bàn nhậu với cá tai tượng chiên xù hoặc chưng tương cuốn bánh tráng, rau sống, chấm mắm nêm hay nước mắm me là món ăn cực kỳ dân dã của người dân miền Tây Nam Bộ. Ngoài ra cá tai tượng còn dùng để làm cá cảnh, dùng để làm thú vui câu cá.

## Lưu ý
Không nhầm cá tai tượng với cá tai tượng châu Phi (còn gọi là cá heo lửa hoặc cá heo Phi châu hoặc mang nhiều tên khác, như Oscar, hoặc Peacock-Cichild), có tên khoa học là Astronotus ocellatus (đồng nghĩa: Lobotes ocellatus (trước năm 1800)) thuộc họ Cichlidae.

## Hình ảnh

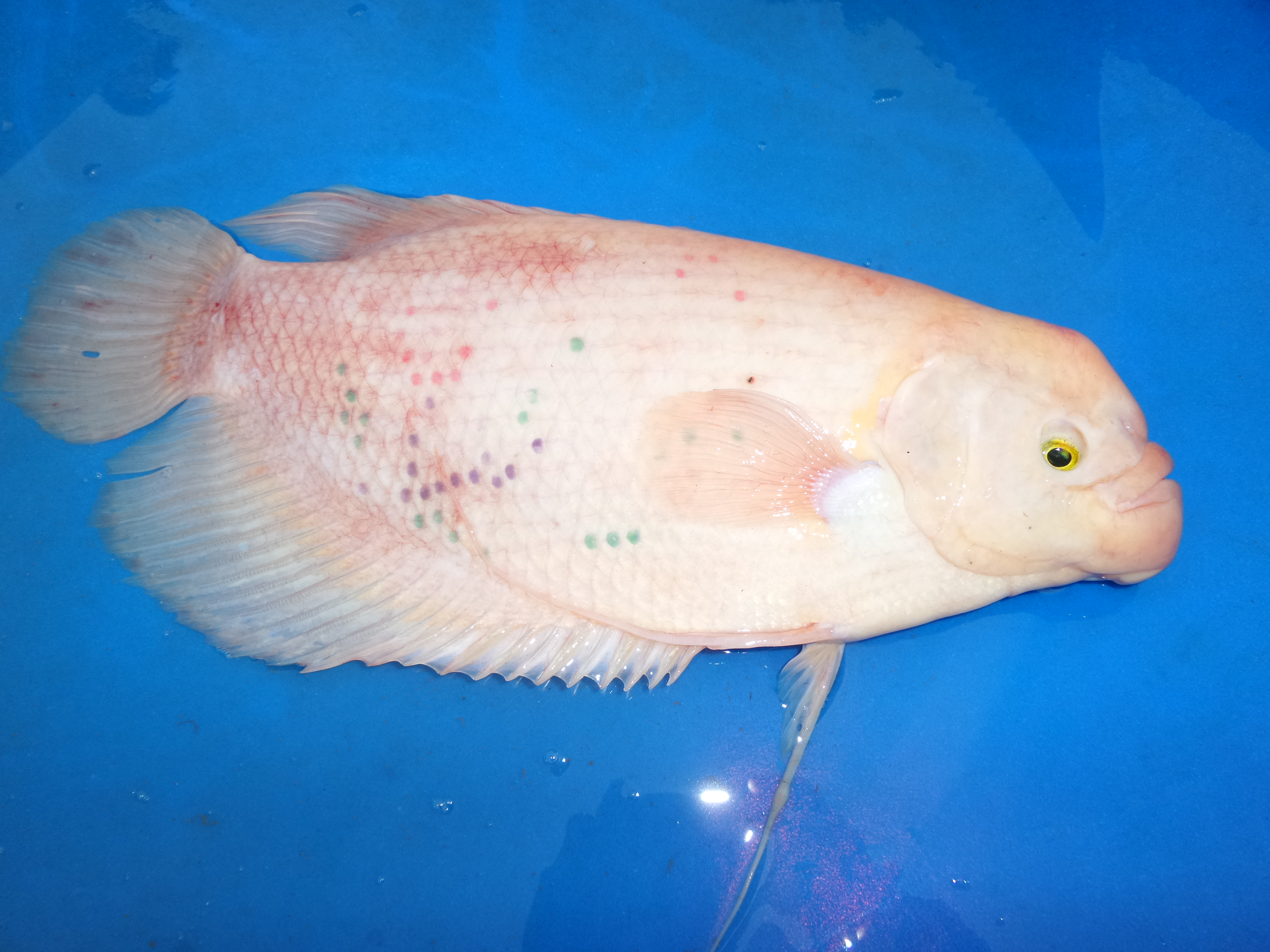
Cá tai tượng ở An Khánh, Châu Thành, Bến Tre
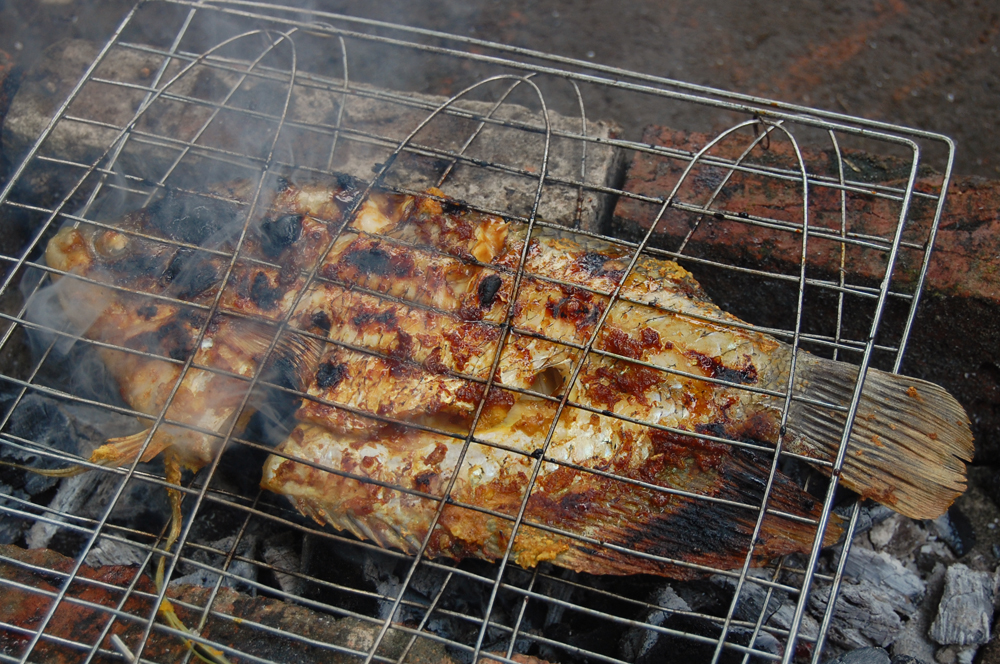
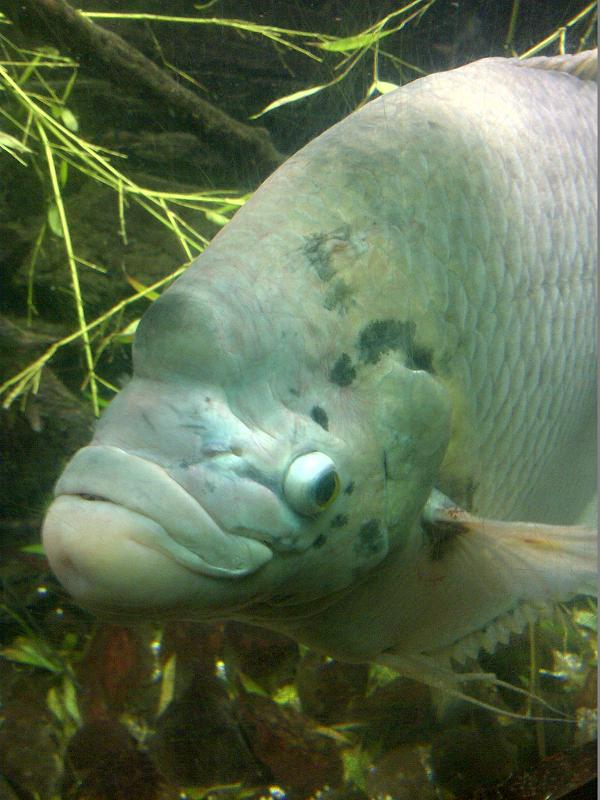
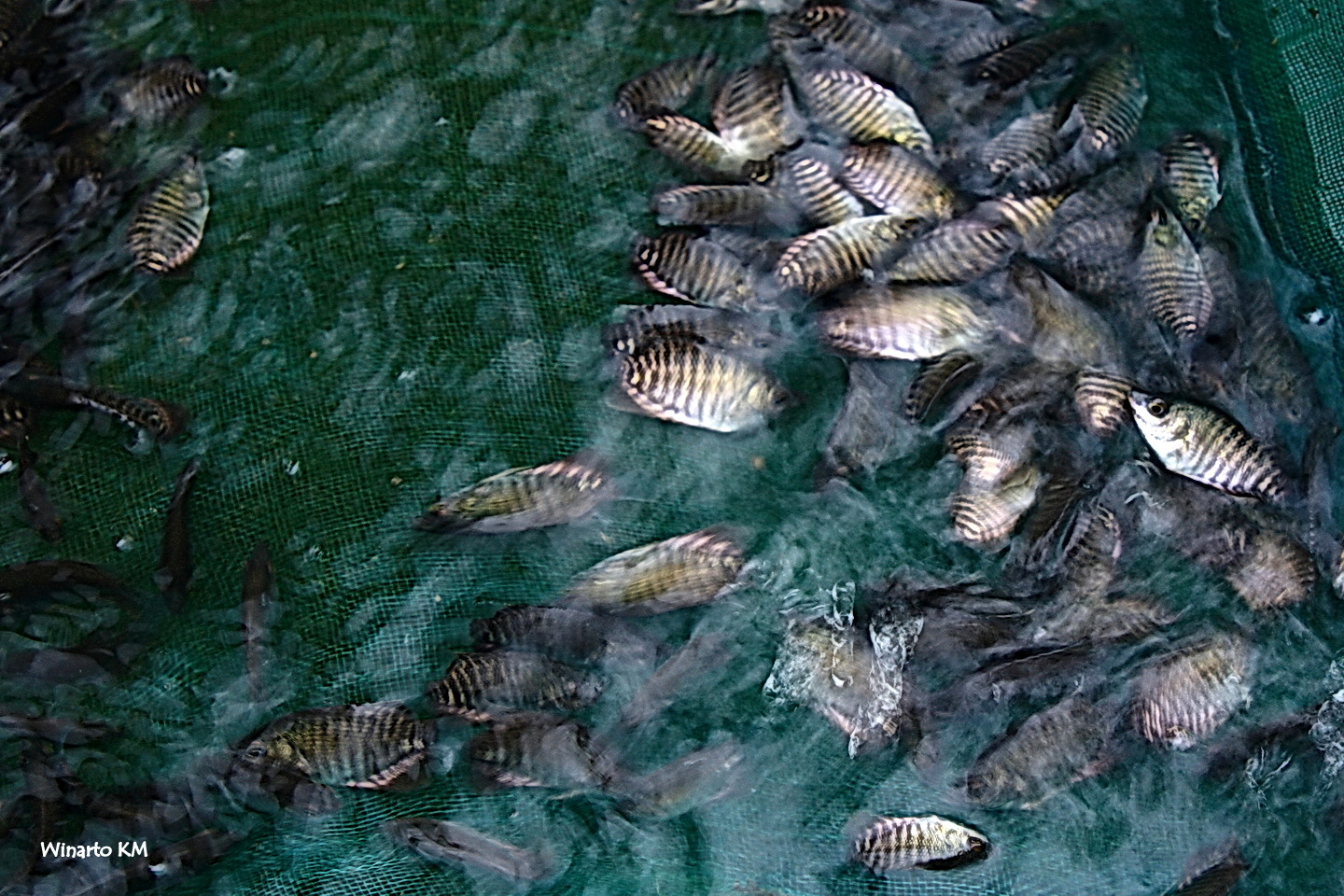